# Villa Manin (Paris)
La villa Manin est une voie située dans le 19e arrondissement de Paris, en France.

## Origine du nom

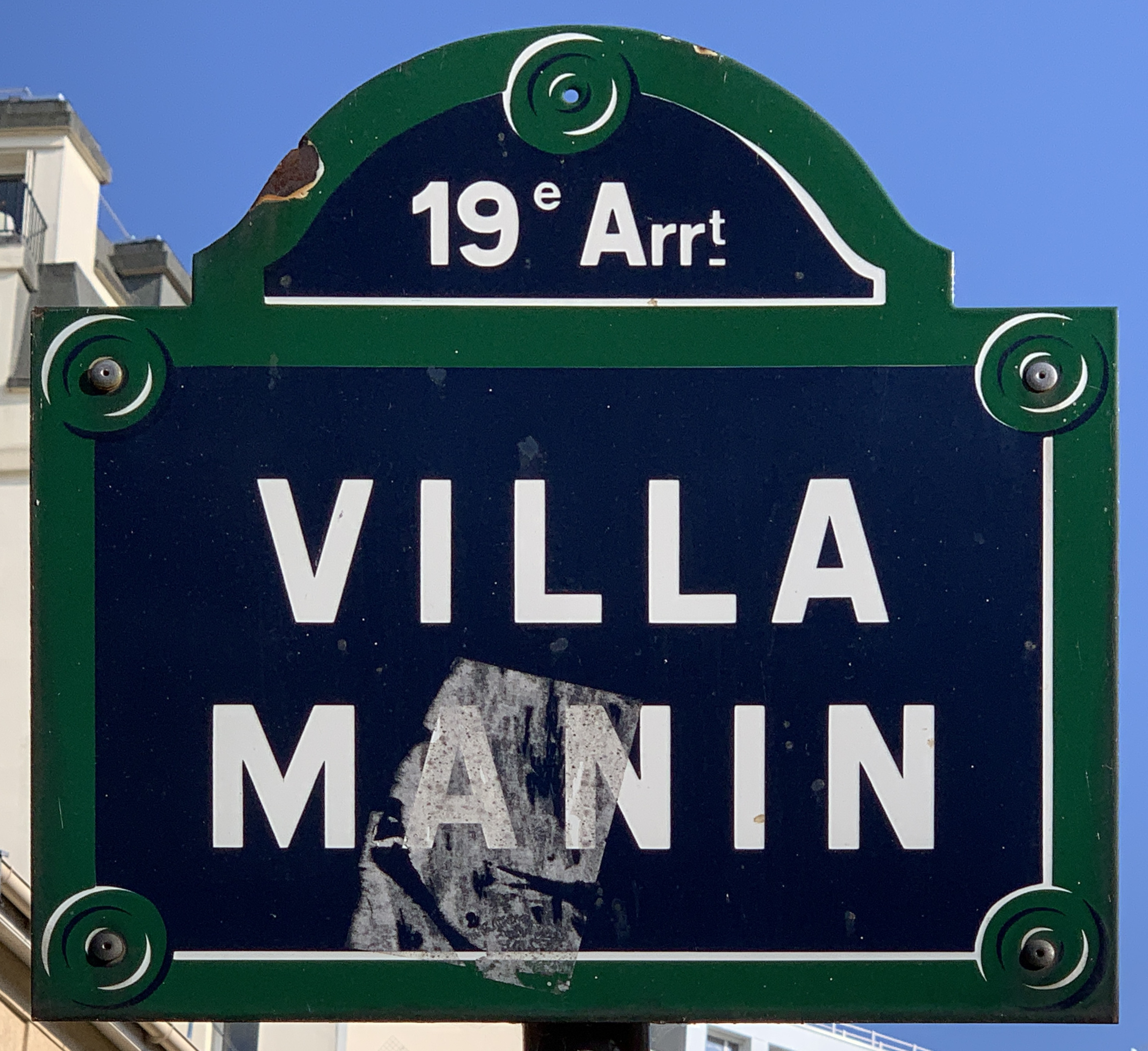
Plaque de la villa.